# This Is What You Want... This Is What You Get
This Is What You Want... This Is What You Get è un album dei Public Image Ltd..

## Tracce
Tutti i brani sono di John Lydon, Keith Levene e Martin Atkins, eccetto * di John Lydon e Martin Atkins
1. Bad Life – 5:15
2. This Is Not a Love Song (re-recorded Version) – 4:12
3. Solitaire – 3:59
4. Tie Me to the Length of That* – 5:17
5. The Pardon* – 5:19
6. Where Are You? – 4:18
7. 1981* – 3:17
8. The Order of Death – 4:59